# The Peace Offering; or, The Absconding Bridget
The Peace Offering; or, The Absconding Bridget è un cortometraggio muto del 1911 diretto e interpretato da Ralph Ince.

## Produzione
Il film fu prodotto dalla Vitagraph Company of America.

## Distribuzione
Distribuito dalla General Film Company, il film - un cortometraggio in una bobina - uscì nelle sale cinematografiche statunitensi il 28 aprile 1911.